# John Christy
John R. Christy ist ein US-amerikanischer Klimatologe sowie Distinguished Professor of Atmospheric Science und Director of the Earth System Science Center an der University of Alabama in Huntsville. Er war Leitautor eines Teils des dritten Sachstandsbericht des IPCC aus dem Jahr 2001. Christy gilt als Klimawandelskeptiker.

## Leben und Werdegang
Christy wuchs in Fresno, Kalifornien auf. Er erhielt 1973 einen B.A. in Mathematik an der California State University, Fresno. Danach ging er als evangelikaler Missionar nach Kenia und unterrichtete dort u. a. zwei Jahre lang Physik und Chemie. Nach seiner Rückkehr war er zunächst Pastor einer Missionskirche in Süddakota.
An der University of Illinois erlangte er 1984 zuerst den M.S. und 1987 den Ph.D. im Fach Atmospheric Science. Seit 1989 entwickelt er zusammen mit Roy Spencer einen auf Satellitendaten basierenden Temperaturdatensatz der Atmosphäre, den meist nach der University of Alabama in Huntsville benannten UAH-Datensatz. Im November 2000 wurde er zum State Climatologist des Bundesstaats Alabama ernannt. Im Januar 2002 wurde er Fellow der American Meteorological Society. Christy ist Distinguished Professor of Atmospheric Science und Director of the Earth System Science Center an der University of Alabama in Huntsville.
In den Jahren 1992, 1994, 1996 und 2007 arbeitete Christy an den Berichten für den Intergovernmental Panel on Climate Change mit. Er war Leitautor eines Teils des dritten Sachstandsbericht des IPCC aus dem Jahr 2001.
Im Februar 2019, während der ersten Amtszeit von Donald Trump, wurde Christy in das aus 44 Mitgliedern bestehende Science Advisory Board der amerikanischen Umweltschutzbehörde EPA aufgenommen.
2025 begann er während der zweiten Amtszeit von Donald Trump für das Energieministerium der Vereinigten Staaten zu arbeiten.

## Ansichten zum Klimawandel
Christy sagte 2008, dass es ihm durch seine Forschungen nicht gelungen sei, von anderen Wissenschaftlern gemachte Vorhersagen eines „katastrophalen“ Klimawandels zu untermauern.
2012 argumentierte Christy in einem Komitee des US-Senats mit Temperaturmessungen gegenüber einer Referenzperiode 1979–1983. Zu diesem Vorgehen sagte Thomas Stocker, die Referenzperiode umfasse eines der wärmsten Wärmeereignisse des El Niño, damit würden die nachfolgenden Jahre „logischerweise tendenziell kühlere Temperaturen“ zeigen. Die von Christy gewählte Referenzperiode sei unüblich kurz und Messdaten seien angepasst worden. „Seine Behauptungen entblössen sich deshalb als unwissenschaftlich und unseriös“, so Stocker.
Christy war laut einem Artikel der New York Times vom Juli 2014 der Ansicht, die Klimamodelle würden den globalen Temperaturanstieg gegenüber den Messdaten zu hoch angeben. Er bestritt nicht den Temperaturanstieg als solchen, aber er sah darin keine Bedrohung für die Menschheit.

## Auszeichnungen
- 1991: NASA Exceptional Scientific Achievement Medal (zusammen mit Roy Spencer).[1][2]
- 1996: Special Award by the American Meteorological Society (zusammen mit Roy Spencer).[2]